# Frederik Schram
Frederik Schram (Dragør, 19 de enero de 1995) es un futbolista danés nacionalizado islandés que juega en la demarcación de portero para el Valur Reykjavík de la Úrvalsdeild Karla.

## Selección nacional
Schram nació en Dinamarca de padre danés y madre islandesa, y decidió representar al país de su madre. Tras jugar en la selección de fútbol sub-16 de Islandia, en la sub-19 y en la sub-21, finalmente el 8 de febrero de 2017 hizo su debut con la selección absoluta en un encuentro contra México que finalizó con un resultado de 1-0 a favor del combinado mexicano tras el gol de Alan Pulido. El 11 de mayo de 2018 fue elegido por el seleccionador Heimir Hallgrímsson para el equipo que disputaría el mundial.

### Participaciones en Copas del Mundo
| Mundial                        | Sede  | Resultado      | Partidos | Goles |
| ------------------------------ | ----- | -------------- | -------- | ----- |
| Copa Mundial de Fútbol de 2018 | Rusia | Fase de grupos | 0        | 0     |

## Clubes
| Club            | País      | Año       | Partidos | Goles |
| --------------- | --------- | --------- | -------- | ----- |
| FC Vestsjælland | Dinamarca | 2014-2015 | 0        | 0     |
| FC Roskilde     | Dinamarca | 2016-2019 | 84       | 0     |
| SønderjyskE     | Dinamarca | 2019      | 0        | 0     |
| Lyngby BK       | Dinamarca | 2019-2022 | 10       | 0     |
| Valur Reykjavík | Islandia  | 2022-2024 | 75       | 0     |
| FC Roskilde     | Dinamarca | 2025      | 9        | 0     |
| Valur Reykjavík | Islandia  | 2025-     |          |       |